# Knauf
Knauf Gips KG er en tysk multinational producent af byggematerialer. De producerer gipsplader, drywalls, paneler og isoleringsmaterialer. Det er en familieejet virksomhed med hovedkvarter i Iphofen, den blev etableret i 1932. De har over 150 fabrikker.